# White russian
El white russian és un còctel fet amb vodka, licor de cafè (per exemple Kahlúa o Tia Maria) i nata.

## Història
El còctel tradicional conegut com a black russian, que va aparèixer per primera vegada el 1949, es converteix en un white russian amb l'addició de nata. Cap de les dues begudes té un origen rus conegut, però ambdues s'anomenen així perquè el vodka n'és l'ingredient principal. L'Oxford English Dictionary esmenta el white russian que va aparèixer al diari californià Oakland Tribune el 21 de novembre de 1965.
La popularitat del white russian va augmentar amb l'estrena el 1998 de la pel·lícula El gran Lebowski. Al llarg de la pel·lícula, apareix com la beguda preferida del personatge protagonista, Jeffrey «El Penjat» Lebowski. Aquest en diverses ocasions es refereix a la beguda com a Caucasian.

## Preparació
Com amb tots els còctels, existeixen diverses maneres de preparar-lo que varien segons les receptes, els bars o els bàrmans. Les varietats més comunes tenen quantitats ajustades de vodka i licor de cafè, i marques concretes de licor de cafè. També és habitual sacsejar la nata per a espessir-la abans d'abocar-la sobre la beguda. De vegades la beguda es prepara amb cafè calent per a obtenir una delícia càlida els dies freds. Per contra, se sap que el gelat de vainilla s'utilitza, en lloc de nata, per a congelar-lo.
Existeixen moltes variants del còctel, com ara un rus cec (també conegut com a muddy water) que substitueix la nata per crema irlandesa feta de whisky, o un Anna Kúrnikova fet amb llet desnatada, un blanc cubà (fet amb rom en comptes de vodka) o un rus brut (afegint-hi xarop de xocolata).
Un Colorado bulldog és molt semblant al white russian, utilitzant tots els ingredients tradicionals, però afegint-hi un raig de refresc de cola.